# Marc Puigdemont i Torramilans
Marc Puigdemont i Torramilans   (Salt, 30 d'abril de 1972) és un ex-pilot d'enduro català de renom internacional, guanyador d'un Campionat d'Europa de 125cc (1995) i de tres Campionats d'Espanya, entre altres triomnfs importants. Abans de destacar en l'enduro, practicà també amb èxit el bicitrial -aleshores anomenat trialsín- i el trial, aconseguint-ne també diversos campionats.
És germà de Xevi Puigdemont, també un reconegut pilot d'enduro (n'ha guanyat sis campionats estatals) i de Gerard Puigdemont, entrenador de futbol que actualment forma part del cos tècnic del Bolívar de La Paz (Bolívia).

## Trajectòria
Marc Puigdemont començà la seva llarga carrera dins l'esport de l'enduro el 1992, competint durant força anys amb la marca de Salt Gas Gas. El 2004 fou contractat per la RFME com a seleccionador estatal per tres temporades, amb la missió de preparar i donar suport als aleshores joves valors Oriol Mena, Jordi De Marimon i Lluc Porta, tant al campionat estatal com al mundial i als ISDE. Al mateix temps, aquell any seguí competint al campionat estatal de 250cc amb l'equip Gas Gas.
Juntament amb el seu germà Xavier, actualment dirigeix una escola de formació de joves pilots, instal·lada a la casa de pagès de la seva família materna, Ca l'Amat Gros, a Bescanó (Gironès). Allí, a banda dels afeccionats que s'apunten als seus cursets, s'hi entrenen alguns dels millors pilots del món, com ara Tadeusz Błażusiak, campió del món d'enduro indoor, qui fins i tot està cercant casa pels voltants. També hi van molts pilots finlandesos.

## Palmarès en enduro
- 1 Campionat d'Europa d'enduro en 125 cc 2T (1995, Gas Gas)[10][11]
- 4 Medalles d'or als ISDE[4]
- 3 Campionats estatals d'enduro:
  - 1997: 125 cc (Gas Gas)
  - 1998: 4T (Gas Gas)
  - 2007: E3 (Husqvarna)